# 先行評価
先行評価（せんこうひょうか、英: eager evaluation）、正格評価（せいかくひょうか、英: strict evaluation）、厳密評価とは、プログラミング言語における評価戦略の一種であり、多くの言語処理系で標準的に使われている戦略である。

## 概要
先行評価では、変数の値が得られた時点で即座に数式が評価される。一般に、評価の済んでいない数式を表す中間的なデータ構造を構築・管理する必要がないため、単純なプログラミング言語ではこれが最も効率的である。
先行評価の主な利点は、そのメモリ使用量と速度である。例えば、次のBASICのコードを考えてみよう。
```
x = 5 + 3 * (1 + 5 ^ 2)
print x
print x + 2
```

先行評価では、先頭行が出現した時点で評価が行われ、x の値が 83 と確定する。従って、その後の "print x" と "print x + 2" の行で x の値を計算するという手間を掛けることがない。このため、時間的性能はもちろんのこと、数式を保持しておく必要もないので、メモリ使用量も削減される。遅延評価方式のプログラミング言語でもメモ化が行われるため、評価が何度も行われるというわけではない。